# The Great Debaters
The Great Debaters (v anglickém originále The Great Debaters) je americký dramatický film z roku 2007. Režisérem filmu je Denzel Washington. Hlavní role ve filmu ztvárnili Denzel Washington, Forest Whitaker, Nate Parker, Jurnee Smollett a Denzel Whitaker.

## Ocenění
Film byl nominován na Zlatý glóbus v kategorii nejlepší film-drama.

## Obsazení
| Denzel Washington | Melvin B. Tolson |
| Forest Whitaker   | James L. Farmer  |
| Nate Parker       | Henry Lowe       |
| Jurnee Smollett   | Samantha Booke   |
| Denzel Whitaker   | James Farmer Jr. |
| Jermaine Williams | Hamilton Burgess |
| Gina Ravera       | Ruth Tolson      |
| John Heard        | Dozier           |
| Kimberly Elise    | Dozier           |